# Tempora (programa de vigilancia)

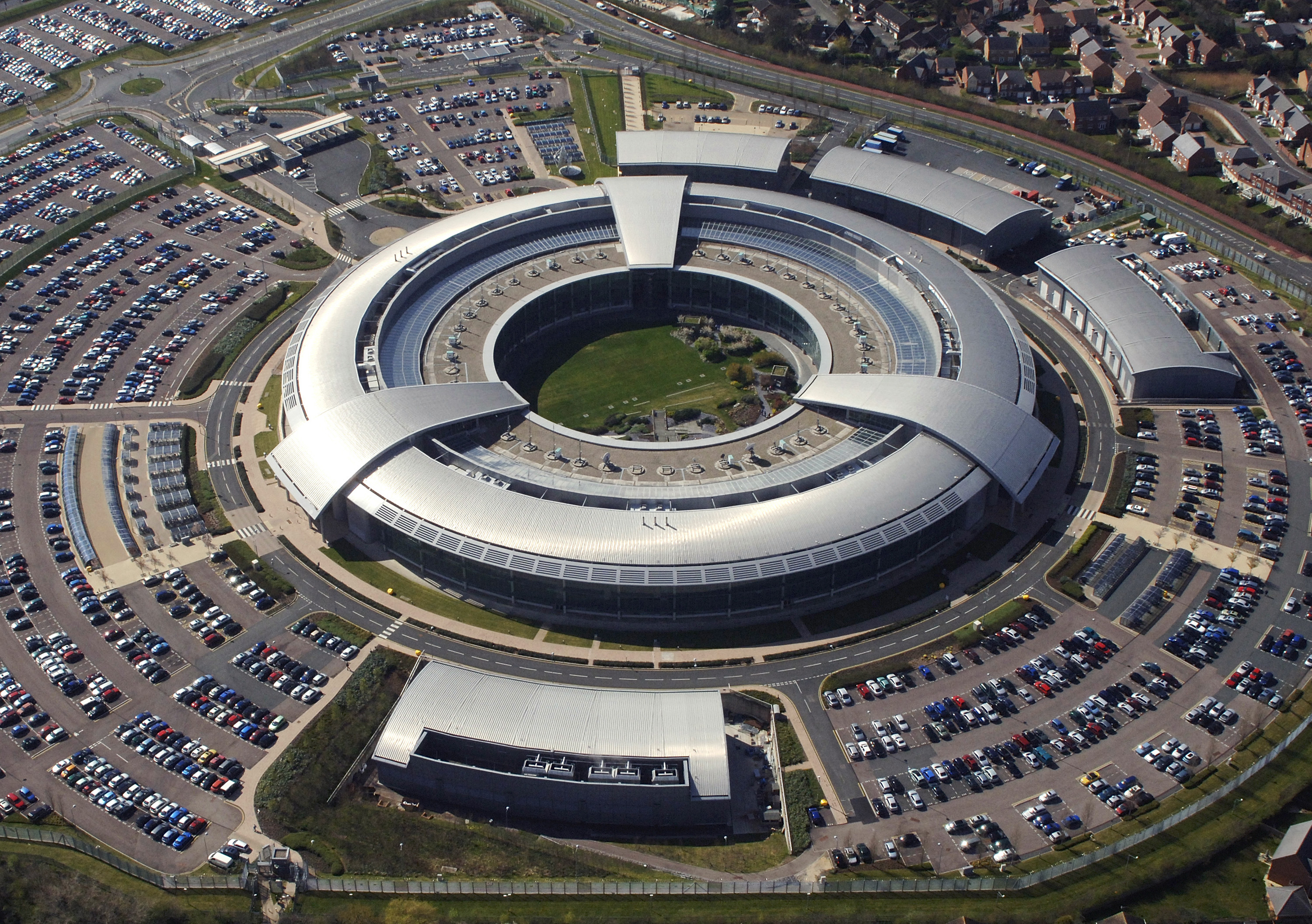
La Government Communications Headquarters (GCHQ) opera Tempora

Tempora es el nombre en clave de un sistema de computadora anteriormente secreto que es utilizado por la Government Communications Headquarters (GCHQ) inglesa. Este sistema es utilizado para interceptar la mayoría de la información comunicada por Internet extraídas por cables de fibra óptica, para que estas puedan ser procesadas y que se pueda buscar información en ellas. Se realizaron pruebas desde el 2008 y entró en operación al final del 2011.
Tempora utiliza puntos de intercepción en los cables de fibra óptica que sirven como el backbone del Internet para obtener acceso a cantidades largas de datos personales de usuarios, sin objetivos o sospechas individuales. Estos puntos son colocados sobre el Reino Unido y en el extranjero, con el conocimiento de las compañías dueñas de los cables o los puntos de aterrizaje de cables.
La existencia de Tempora fue revelada por Edward Snowden, un ex-contratista de inteligencia americana que filtró información sobre el programa al entonces periodista de The Guardian Glenn Greenwald en mayo del 2013 como parte de sus revelaciones de programas de vigilancia mundial patrocinados por el gobierno. Documentos adquiridos por Edward Snowden mostraron que los datos recolectados por el programa Tempora son compartidos con la Agencia de Seguridad Nacional (NSA) de los Estados Unidos.

### Operación
De acuerdo a Edward Snowden, Tempora tiene dos componentes principales llamados «Dominando el Internet» (Mastering the Internet o MTI) y «Explotación Global de Telecomunicaciones» (Global Telecoms Exploitation o GTE). Él afirmó que cada uno tiene como objetivo recopilar tráfico telefónico y de Internet. Esto contradice dos documentos originales, que describen que Tempora es únicamente para tráfico de Internet, como el sistema XKeyscore de la NSA, el cual tiene componentes incorporados en Tempora.
Se piensa que la GCHQ produce una mayor cantidad de metadatos que la NSA. Para mayo de 2012, 300 analistas de la GCHQ y 250 analistas de la NSA habían sido asignados a clasificar los datos.
The Guardian afirma que no existe una distinción entre la recolección de datos de ciudadanos públicos e individuos sospechosos. Se afirma que Tempora incluye grabaciones de llamadas de teléfono, el contenido de mensajes de correo electrónico, entradas de Facebook, y el historial de Internet personal de usuarios. Snowden dijo de Tempora que "No solamente es un problema de EE. UU. El Reino Unido tiene un perro masivo en este pelea... Ellos [GCHQ] son peores que los Estados Unidos".
Se afirma que la existencia de Tempora solo era posible por medio de acuerdos secretos con compañías, descritas en los documentos filtrados de Snowden como «socios de intercepción». Presuntamente, algunas compañías han sido pagadas para su cooperación. Snowden, a su vez, afirmó que el personal de la GCHQ era exhortado a ocultar el origen del material en sus reportes por temor de que el rol de las compañías como socios causara «daños colaterales políticos de alto nivel». Las compañías tienen prohibido revelar la existencia de las órdenes judiciales que las obligan a permitir a la GCHQ el acceso a los cables. Si las compañías no acatan estas órdenes pueden ser forzadas a hacerlo. The companies are forbidden to reveal the existence of warrants compelling them to allow GCHQ access to the cables. If the companies fail to comply they can be compelled to do so.
Abogados de la GCHQ dijeron que sería imposible formar una lista del número total de personas rastreadas por Tempora ya que «esta sería una lista infinita que no podríamos manejar».
La GCHQ estableció una prueba de tres años en GCHQ Bude (una estación de la GCHQ) en Cornwall. La GCHQ tenía sondas junto a más de 201 enlaces de Internet por mediados del 2011; cada una cargaba 10 gigabits por segundo. Se incorporaron analistas de la NSA en las pruebas, y Tempora fue lanzado en 2011, con datos compartidos con la NSA. Actualmente, se está expandiendo la capacidad de la GCHQ para recolectar datos de nuevos cables que transportan información a 100 gigabits por segundo. Los datos son preservados por tres días mientras que los metadatos son almacenados por 30 días.
TEMPORA está compuesto de componentes distintos, como los puntos de acceso a cables de fibra óptica, un programa de sanitización llamado POKERFACE, el sistema XKEYSCORE desarrollado por la NSA, y una capacidad de Reducción Masiva de Volumen (MVR).
En mayo de 2012, la GCHQ tenía sistemas de TEMPORA instalados en las siguientes ubicaciones:

- 16 para cables de 10 gigabits/segundo en el centro de procesamiento CPC

- 7 para cables de 10 gigabits/segundo en el centro de procesamiento OPC

- 23 para cables de 10 gigabits/segundo en el centro de procesamiento RPC1

## Reacciones
Oficiales del Ministerio de la Defensa del Reino Unido expidieron un 'DA-Notice' a la BBC y otros medios de comunicación pidiendo que estos se abstuvieran de presentar reportes futuros relacionados con las revelaciones de vigilancia incluyendo el programa PRISM de los Estados Unidos y el involucramiento de los ingleses en este.
El ejército de los Estados Unidos ha restringido el acceso de sus empleados al sitio de 'The Guardian' desde el comienzo de la filtración sobre la NSA de PRISM y Tempora para "prevenir la difusión no autorizada de información clasificada".
La Ministra Federal de la Justicia de Alemania, Sabine Leutheusser-Schnarrenberger, comentó en Twitter que consideraba el programa una «Alptraum» ("pesadilla") y demandó que la Unión Europea investigara el asunto.
Jan Phillip Albrecht, un miembro alemán del Parlamento Europeo y portavoz del grupo parlamentario de Justicia y Asuntos Interiores del Grupo de Los Verdes/Alianza Libre Europea, solicitó un procedimiento de infracción contra el Reino Unido por haber violado sus obligaciones relacionadas con la protección de los individuos en cuestión del procesamiento de datos personales bajo el artículo 16 de los Tratados de la Unión Europea.